# Ramsey (Minnesota, Mower megye)
Ramsey önkormányzat nélküli település az USA Minnesota államában, Mower megyében. 